# Mirko Gori
Mirko Gori (* 4. Februar 1993 in Frosinone) ist ein italienischer Fußballspieler auf der Mittelfeldposition.

## Karriere
Gori begann seine Laufbahn in der Jugend von Frosinone Calcio. Diese durchlief er bis auf ein Jahr, als ihn der FC Parma auslieh, durchgängig bei den Canarini. Seit der Drittligasaison 2012/13 gehört Gori zum Stammkader Frosinones. Nachdem er mit der Mannschaft in seinem ersten Jahr einen Mittelfeldplatz belegt hatte, gelang es in der Folgesaison in die Serie B aufzusteigen. In der Zweitligaspielzeit 2014/15 gelang der direkte Durchmarsch in die Serie A, nachdem man erneut den zweiten Platz belegte. Seine erste Partie in der Serie A absolvierte Gori in Frosinones erstem Erstligaspiel überhaupt. Am 23. August 2015 unterlag man zum Auftakt der Saison 2015/16 dem FC Turin mit 1:2.
2009 bestritt Gori zwei Partien für die italienische U-16-Juniorennationalmannschaft.

## Erfolge
- Aufstieg in die Serie B: 2013/14
- Aufstieg in die Serie A: 2014/15